# Belgisch voetbalelftal onder 18 (mannen)
Het Belgisch voetbalelftal onder 18 is een voetbalelftal voor spelers onder de 18 jaar. Het elftal speelt jaarlijks een vriendschappelijk toernooi. Daarnaast speelt het enkel oefenwedstrijden. Het team is voornamelijk bedoeld om spelers van België onder 17 klaar te stomen voor België onder 19.
Van 1948 tot en met 2001 werd er jaarlijks een Europees kampioenschap onder 18 gespeeld. In 1977 wist België dit toernooi te winnen. In 2002 werd het toernooi omgevormd tot Europees kampioenschap voetbal mannen onder 19.

## Records

### Meeste interlands
Laatst bijgewerkt: 29 maart 2018
| Plaats | Naam                 | Carrière    | Caps | Doelpunten |
| ------ | -------------------- | ----------- | ---- | ---------- |
| 1      | Jean-François Gillet | 1997 - 1998 | 19   | 0          |
| 2      | Johan Walem          | 1990 - 1991 | 17   | 4          |
| 3      | Luwamo Garcia        | 2002 - 2003 | 15   | 1          |
| 3      | Stein Huysegems      | 1999 - 2000 | 15   | 9          |
| 5      | Alexander Maes       | 2009 - 2010 | 13   | 1          |
| 5      | Tom Pietermaat       | 2010 - 2011 | 13   | 0          |
| 7      | Mehdi Carcela        | 2006 - 2007 | 12   | 1          |
| 7      | Jordan Feltesse      | 2011 - 2012 | 12   | 2          |
| 7      | Nicolas Lombaerts    | 2002 - 2003 | 12   | 0          |
| 7      | Lukas Van Eenoo      | 2008 - 2009 | 12   | 1          |
| 7      | Jonathan Walasiak    | 2000 - 2001 | 12   | 3          |

### Meeste doelpunten
Laatst bijgewerkt: 29 maart 2018
| Plaats | Speler            | Carrière    | Doelpunten | Caps | Doelpunt/Cap |
| ------ | ----------------- | ----------- | ---------- | ---- | ------------ |
| 1      | Stein Huysegems   | 1999 - 2000 | 9          | 15   | 0,60         |
| 2      | Émile Mpenza      | 1995 - 1996 | 6          | 7    | 0,86         |
| 3      | Cédric Roussel    | 1995 - 1996 | 5          | 7    | 0,71         |
| 4      | Obbi Oulare       | 2013 - 2014 | 4          | 5    | 0,80         |
| 5      | Jason Bourdouxhe  | 2008 - 2009 | 4          | 8    | 0,50         |
| 6      | Pieter Vervaet    | 2009 - 2010 | 4          | 9    | 0,44         |
| 7      | Kevin Vandenbergh | 2000 - 2001 | 4          | 11   | 0,36         |
| 8      | Johan Walem       | 1990 - 1991 | 4          | 17   | 0,24         |
| 9      | Alan Mayanga      | 2017 - 2018 | 3          | 4    | 0,75         |
| 10     | Jelle Vossen      | 2006 - 2007 | 3          | 5    | 0,60         |

## Prestaties op Europees kampioenschap
| Europees kampioenschap voetbal onder 18 | Europees kampioenschap voetbal onder 18 | Europees kampioenschap voetbal onder 18 | Europees kampioenschap voetbal onder 18 | Europees kampioenschap voetbal onder 18 | Europees kampioenschap voetbal onder 18 | Europees kampioenschap voetbal onder 18 | Europees kampioenschap voetbal onder 18 | Europees kampioenschap voetbal onder 18 | Europees kampioenschap voetbal onder 18 |
| Jaar                                    | Ronde                                   | Wed.                                    | W                                       | G                                       | V                                       | DV                                      | DT                                      | KW                                      |                                         |
| --------------------------------------- | --------------------------------------- | --------------------------------------- | --------------------------------------- | --------------------------------------- | --------------------------------------- | --------------------------------------- | --------------------------------------- | --------------------------------------- | --------------------------------------- |
| 1981                                    | Groepsfase                              | 3                                       | 1                                       | 0                                       | 2                                       | 4                                       | 6                                       | kwalificatie                            |                                         |
| 1982                                    | Groepsfase                              | 3                                       | 1                                       | 0                                       | 2                                       | 4                                       | 2                                       | kwalificatie                            |                                         |
| 1983                                    | Groepsfase                              | 3                                       | 0                                       | 0                                       | 3                                       | 1                                       | 8                                       | kwalificatie                            |                                         |
| 1984                                    | Niet gekwalificeerd                     | Niet gekwalificeerd                     | Niet gekwalificeerd                     | Niet gekwalificeerd                     | Niet gekwalificeerd                     | Niet gekwalificeerd                     | Niet gekwalificeerd                     | kwalificatie                            |                                         |
| 1986                                    | Niet gekwalificeerd                     | Niet gekwalificeerd                     | Niet gekwalificeerd                     | Niet gekwalificeerd                     | Niet gekwalificeerd                     | Niet gekwalificeerd                     | Niet gekwalificeerd                     | kwalificatie                            |                                         |
| 1988                                    | Niet gekwalificeerd                     | Niet gekwalificeerd                     | Niet gekwalificeerd                     | Niet gekwalificeerd                     | Niet gekwalificeerd                     | Niet gekwalificeerd                     | Niet gekwalificeerd                     | kwalificatie                            |                                         |
| 1990                                    | Kwartfinale                             | 2                                       | 0                                       | 1                                       | 1                                       | 1                                       | 7                                       | kwalificatie                            |                                         |
| 1992                                    | Niet gekwalificeerd                     | Niet gekwalificeerd                     | Niet gekwalificeerd                     | Niet gekwalificeerd                     | Niet gekwalificeerd                     | Niet gekwalificeerd                     | Niet gekwalificeerd                     | kwalificatie                            |                                         |
| 1993                                    | Niet gekwalificeerd                     | Niet gekwalificeerd                     | Niet gekwalificeerd                     | Niet gekwalificeerd                     | Niet gekwalificeerd                     | Niet gekwalificeerd                     | Niet gekwalificeerd                     | kwalificatie                            |                                         |
| 1994                                    | Niet gekwalificeerd                     | Niet gekwalificeerd                     | Niet gekwalificeerd                     | Niet gekwalificeerd                     | Niet gekwalificeerd                     | Niet gekwalificeerd                     | Niet gekwalificeerd                     | kwalificatie                            |                                         |
| 1995                                    | Niet gekwalificeerd                     | Niet gekwalificeerd                     | Niet gekwalificeerd                     | Niet gekwalificeerd                     | Niet gekwalificeerd                     | Niet gekwalificeerd                     | Niet gekwalificeerd                     | kwalificatie                            |                                         |
| 1996                                    | Vierde                                  | 4                                       | 1                                       | 2                                       | 1                                       | 6                                       | 6                                       | kwalificatie                            |                                         |
| 1997                                    | Niet gekwalificeerd                     | Niet gekwalificeerd                     | Niet gekwalificeerd                     | Niet gekwalificeerd                     | Niet gekwalificeerd                     | Niet gekwalificeerd                     | Niet gekwalificeerd                     | kwalificatie                            |                                         |
| 1998                                    | Niet gekwalificeerd                     | Niet gekwalificeerd                     | Niet gekwalificeerd                     | Niet gekwalificeerd                     | Niet gekwalificeerd                     | Niet gekwalificeerd                     | Niet gekwalificeerd                     | kwalificatie                            |                                         |
| 1999                                    | Niet gekwalificeerd                     | Niet gekwalificeerd                     | Niet gekwalificeerd                     | Niet gekwalificeerd                     | Niet gekwalificeerd                     | Niet gekwalificeerd                     | Niet gekwalificeerd                     | kwalificatie                            |                                         |
| 2000                                    | Niet gekwalificeerd                     | Niet gekwalificeerd                     | Niet gekwalificeerd                     | Niet gekwalificeerd                     | Niet gekwalificeerd                     | Niet gekwalificeerd                     | Niet gekwalificeerd                     | kwalificatie                            |                                         |
| 2001                                    | Groepsfase                              | 3                                       | 1                                       | 1                                       | 1                                       | 4                                       | 4                                       | kwalificatie                            |                                         |
| Toernooi ging verder als EK onder 19.   |                                         |                                         |                                         |                                         |                                         |                                         |                                         |                                         |                                         |